# Provincie Mimasaka

Mapa japonských provincií se zvýrazněnou provincií Mimasaka

Provincie Mimasaka (japonsky: 美作国; Mimasaka no kuni) nebo Sakušú (作州) byla stará japonská provincie, jejíž území dnes tvoří severovýchodní část prefektury Okajama. Mimasaka sousedila s provinciemi Biččú, Bizen, Harima, Hóki a Inaba.
Mimasaka byla vnitrozemská provincie, které často vládl daimjó z Bizenu. Hlavním a hradním městem byla Cujama.